# Progomphus zonatus
Progomphus zonatus är en trollsländeart som beskrevs av Hagen in Selys 1854. Progomphus zonatus ingår i släktet Progomphus och familjen flodtrollsländor. Inga underarter finns listade i Catalogue of Life.